# Chateaugay, New York
Chateaugay är en kommun i Franklin County i delstaten New York, USA.